# 6709-es mellékút (Magyarország)
A 6709-es számú mellékút egy bő három kilométer hosszú, négy számjegyű országos közút-szakasz Somogy vármegyében; Juta községet köti össze a 67-es főúttal és Kaposfüreddel.

## Nyomvonala
A közigazgatásilag Kaposvárhoz tartozó Kaposfüred központjában indul, nyugat felé egy olyan kereszteződésben, ahol az észak-déli irányú keresztutca jelenleg a 65 146-os számozást viseli, bár korábban a 67-es főút településen átvezető része volt; kilométer-számozás tekintetében itt 1,9 kilométer megtétele után jár. Kezdeti szakaszán az Állomás utca nevet viseli, majd 600 méter után egy körforgalomba ér, ott keresztezi a 67-es jelenlegi, Kaposfüredet elkerülő szakaszát, a főút 44,800-as kilométerszelvényénél.
1,5 kilométer megtétele után keresztezi a MÁV 36-os számú Kaposvár–Fonyód-vasútvonalát is, előtte kiágazik belőle észak felé a 67 303-as út, Kaposfüred vasútállomás felé. Itt egyúttal el is hagyja a vármegyeszékhely területét és átlépi Juta határát. A község belterületét 3,1 kilométer után éri el, és nem sokkal ezután véget is ér, beletorkollva a 6701-es útba, annak majdnem pontosan a hatodik kilométerénél.
Teljes hossza, az országos közutak térképes nyilvántartását szolgáló kira.gov.hu adatbázisa szerint 3,246 kilométer.

## Története
A Cartographia 1970-es kiadású, 1:525 000 léptékű Magyarország autótérképén még földútként jelölve sem szerepel. Ugyancsak nem tünteti fel a kiadó 2004-es kiadású Világatlasza sem.